# Flecha Valona de 2023
A 87.ª edição da clássica de ciclismo Flecha Valona foi uma corrida na Bélgica que se celebrou a 19 de abril de 2023 com início na cidade de Herve situada na Região Valônia, na província de Hainaut, e final no município de Huy sobre um percurso de 194,2 quilómetros.
A corrida, além de ser a segunda clássica das Ardenas, fez parte do UCI WorldTour de 2023, sendo a décima-oitava corrida de dito circuito do calendário ciclístico de máximo nível mundial. O vencedor foi o esloveno Tadej Pogačar do UAE Emirates e esteve acompanhado no pódio pelo dinamarquês Mattias Skjelmose Jensen do Trek-Segafredo e o espanhol Mikel Landa do Bahrain Victorious, segundo e terceiro classificado respectivamente.

## Equipas participantes
Tomaram parte na corrida 25 equipas: 18 de categoria UCI WorldTeam e 7 de categoria UCI ProTeam. Formaram assim um pelotão de 175 ciclistas dos que acabaram 147. As equipas participantes foram:
| Equipes WorldTeam (18)- AG2R Citroën Team - Alpecin-Deceuninck - Astana Qazaqstan Team - Bahrain Victorious - Bora-Hansgrohe - Cofidis - EF Education-EasyPost - Groupama-FDJ - Ineos Grenadiers - Intermarché-Circus-Wanty - Jumbo-Visma - Movistar Team - Soudal Quick-Step - Arkéa-Samsic - Team DSM - Team Jayco AlUla - Trek-Segafredo - UAE Team Emirates Equipes ProTeam (7)- Bingoal WB - Burgos-BH - Equipo Kern Pharma - Israel-Premier Tech - Lotto Dstny - TotalEnergies - Uno-X Pro Cycling Team |
| |

## Classificação final
- A classificação finalizou da seguinte forma:[3]

### Classificação geral
| \| Classificação geral \| Classificação geral \| Classificação geral \| Classificação geral \| Classificação geral \| \| Ciclista \| Ciclista \| Equipe \| Tempo \| \| \| ------------------- \| -------------------------- \| ---------------------- \| ------------------- \| ------------------- \| \| 1. \| Tadej Pogačar \| UAE Team Emirates \| 4h27m53s \| \| \| 2. \| Mattias Skjelmose \| Trek-Segafredo \| + 0s \| \| \| 3. \| Mikel Landa \| Bahrain Victorious \| + 0s \| \| \| 4. \| Michael Woods \| Israel-Premier Tech \| + 3s \| \| \| 5. \| Giulio Ciccone \| Trek-Segafredo \| + 3s \| \| \| 6. \| Victor Lafay \| Cofidis \| + 3s \| \| \| 7. \| Tiesj Benoot \| Jumbo-Visma \| + 3s \| \| \| 8. \| Maxim Van Gils \| Lotto Dstny \| + 3s \| \| \| 9. \| Romain Bardet \| Team DSM \| + 3s \| \| \| 10. \| Warren Barguil \| Arkéa-Samsic \| + 3s \| \| \| 11. \| Attila Valter \| Jumbo-Visma \| + 3s \| \| \| 12. \| Roger Adrià \| Equipo Kern Pharma \| + 9s \| \| \| 13. \| Alex Aranburu \| Movistar Team \| + 10s \| \| \| 14. \| Ilan Van Wilder \| Soudal Quick-Step \| + 10s \| \| \| 15. \| Tobias Halland Johannessen \| Uno-X Pro Cycling Team \| + 10s \| \| |                            |                        |          |
| |                            |                        |          |
| Fonte: ProCyclingStats |                            |                        |          |
| Classificação geral |                            |                        |          |
| Ciclista | Ciclista                   | Equipe                 | Tempo    |
| 1. | Tadej Pogačar              | UAE Team Emirates      | 4h27m53s |
| 2. | Mattias Skjelmose          | Trek-Segafredo         | + 0s     |
| 3. | Mikel Landa                | Bahrain Victorious     | + 0s     |
| 4. | Michael Woods              | Israel-Premier Tech    | + 3s     |
| 5. | Giulio Ciccone             | Trek-Segafredo         | + 3s     |
| 6. | Victor Lafay               | Cofidis                | + 3s     |
| 7. | Tiesj Benoot               | Jumbo-Visma            | + 3s     |
| 8. | Maxim Van Gils             | Lotto Dstny            | + 3s     |
| 9. | Romain Bardet              | Team DSM               | + 3s     |
| 10. | Warren Barguil             | Arkéa-Samsic           | + 3s     |
| 11. | Attila Valter              | Jumbo-Visma            | + 3s     |
| 12. | Roger Adrià                | Equipo Kern Pharma     | + 9s     |
| 13. | Alex Aranburu              | Movistar Team          | + 10s    |
| 14. | Ilan Van Wilder            | Soudal Quick-Step      | + 10s    |
| 15. | Tobias Halland Johannessen | Uno-X Pro Cycling Team | + 10s    |

## Ciclistas participantes e posições finais
| Israel-Premier Tech IPT | Israel-Premier Tech IPT | Israel-Premier Tech IPT |
| ----------------------- | ----------------------- | ----------------------- |
| Num                     | Ciclista                | Pos                     |
| 1                       | Michael Woods (CAN)     | 4.                      |
| 2                       | Guillaume Boivin (CAN)  | 131.                    |
| 3                       | Simon Clarke (AUS)      | 82.                     |
| 4                       | Hugo Houle (CAN)        | DNF                     |
| 5                       | Daryl Impey (RSA)       | 129.                    |
| 6                       | Krists Neilands (LAT)   | 139.                    |
| 7                       | Nick Schultz (AUS)      | 110.                    |

| Movistar Team MOV | Movistar Team MOV               | Movistar Team MOV |
| ----------------- | ------------------------------- | ----------------- |
| Num               | Ciclista                        | Pos               |
| 11                | Enric Mas (ESP)                 | 17.               |
| 12                | Ruben Guerreiro (POR)           | 30.               |
| 13                | Alex Aranburu (ESP)             | 13.               |
| 14                | Jorge Arcas (ESP)               | 89.               |
| 15                | Gorka Izagirre (ESP)            | 85.               |
| 16                | José Joaquín Rojas (ESP)        | 127.              |
| 17                | Gonzalo Serrano Rodríguez (ESP) | 52.               |

| Bora-Hansgrohe BOH | Bora-Hansgrohe BOH     | Bora-Hansgrohe BOH |
| ------------------ | ---------------------- | ------------------ |
| Num                | Ciclista               | Pos                |
| 21                 | Sergio Higuita (COL)   | 77.                |
| 22                 | Giovanni Aleotti (ITA) | 92.                |
| 23                 | Nico Denz (GER)        | 67.                |
| 24                 | Patrick Gamper (AUT)   | 136.               |
| 25                 | Jai Hindley (AUS)      | NP                 |
| 26                 | Ide Schelling (NED)    | DNF                |
| 27                 | Ben Zwiehoff (GER)     | 117.               |

| Soudal Quick-Step SOQ | Soudal Quick-Step SOQ | Soudal Quick-Step SOQ |
| --------------------- | --------------------- | --------------------- |
| Num                   | Ciclista              | Pos                   |
| 31                    | Andrea Bagioli (ITA)  | 38.                   |
| 32                    | Dries Devenyns (BEL)  | 102.                  |
| 33                    | James Knox (GBR)      | 40.                   |
| 34                    | Mauro Schmid (SUI)    | 16.                   |
| 35                    | Pieter Serry (BEL)    | 57.                   |
| 36                    | Ilan Van Wilder (BEL) | 14.                   |
| 37                    | Louis Vervaeke (BEL)  | 74.                   |

| Lotto Dstny LTD | Lotto Dstny LTD                  | Lotto Dstny LTD |
| --------------- | -------------------------------- | --------------- |
| Num             | Ciclista                         | Pos             |
| 41              | Maxim Van Gils (BEL)             | 8.              |
| 42              | Pascal Eenkhoorn (NED) (estrada) | 121.            |
| 43              | Andreas Kron (DEN)               | 101.            |
| 44              | Sylvain Moniquet (BEL)           | 50.             |
| 45              | Mathijs Paasschens (NED)         | 100.            |
| 46              | Harry Sweeny (AUS)               | 123.            |
| 47              | Lennert Van Eetvelt (BEL)        | 22.             |

| Ineos Grenadiers IGD | Ineos Grenadiers IGD     | Ineos Grenadiers IGD |
| -------------------- | ------------------------ | -------------------- |
| Num                  | Ciclista                 | Pos                  |
| 51                   | Thomas Pidcock (GBR)     | 18.                  |
| 52                   | Omar Fraile (ESP)        | 83.                  |
| 53                   | Michał Kwiatkowski (POL) | 115.                 |
| 54                   | Magnus Sheffield (USA)   | 58.                  |
| 55                   | Connor Swift (GBR)       | 134.                 |
| 56                   | Joshua Tarling (GBR)     | DNF                  |
| 57                   | Cameron Wurf (AUS)       | DNF                  |

| Bahrain Victorious TBV | Bahrain Victorious TBV | Bahrain Victorious TBV |
| ---------------------- | ---------------------- | ---------------------- |
| Num                    | Ciclista               | Pos                    |
| 61                     | Mikel Landa (ESP)      | 3.                     |
| 62                     | Pello Bilbao (ESP)     | 91.                    |
| 63                     | Filip Maciejuk (POL)   | DNF                    |
| 64                     | Gino Mäder (SUI)       | 34.                    |
| 65                     | Fran Miholjević (CRO)  | DNF                    |
| 66                     | Matej Mohorič (SLO)    | 23.                    |
| 67                     | Wout Poels (NED)       | 47.                    |

| EF Education-EasyPost EFE | EF Education-EasyPost EFE      | EF Education-EasyPost EFE |
| ------------------------- | ------------------------------ | ------------------------- |
| Num                       | Ciclista                       | Pos                       |
| 71                        | Ben Healy (IRL)                | 32.                       |
| 72                        | Andrey Amador (CRC)            | 135.                      |
| 73                        | Esteban Chaves (COL) (estrada) | 20.                       |
| 74                        | Andrea Piccolo (ITA)           | 109.                      |
| 75                        | Neilson Powless (USA)          | DNF                       |
| 76                        | Sean Quinn (USA)               | 114.                      |
| 77                        | James Shaw (GBR)               | DNF                       |

| Groupama-FDJ GFC | Groupama-FDJ GFC        | Groupama-FDJ GFC |
| ---------------- | ----------------------- | ---------------- |
| Num              | Ciclista                | Pos              |
| 81               | David Gaudu (FRA)       | DNF              |
| 82               | Kevin Geniets (LUX)     | 124.             |
| 83               | Mathieu Ladagnous (FRA) | DNF              |
| 84               | Valentin Madouas (FRA)  | 24.              |
| 85               | Rudy Molard (FRA)       | 37.              |
| 86               | Quentin Pacher (FRA)    | 46.              |
| 87               | Lars van den Berg (NED) | 73.              |

| Arkéa-Samsic ARK | Arkéa-Samsic ARK          | Arkéa-Samsic ARK |
| ---------------- | ------------------------- | ---------------- |
| Num              | Ciclista                  | Pos              |
| 91               | Warren Barguil (FRA)      | 10.              |
| 92               | Louis Barré (FRA)         | 48.              |
| 93               | Clément Champoussin (FRA) | 69.              |
| 94               | Anthony Delaplace (FRA)   | 95.              |
| 95               | Simon Guglielmi (FRA)     | 72.              |
| 96               | Mathis Le Berre (FRA)     | 107.             |
| 97               | Łukasz Owsian (POL)       | 106.             |

| TotalEnergies TEN | TotalEnergies TEN        | TotalEnergies TEN |
| ----------------- | ------------------------ | ----------------- |
| Num               | Ciclista                 | Pos               |
| 101               | Fabien Grellier (FRA)    | 130.              |
| 102               | Thomas Bonnet (FRA)      | 68.               |
| 103               | Mathieu Burgaudeau (FRA) | 28.               |
| 104               | Valentin Ferron (FRA)    | 51.               |
| 105               | Alan Jousseaume (FRA)    | 61.               |
| 106               | Paul Ourselin (FRA)      | 65.               |
| 107               | Mattéo Vercher (FRA)     | 145.              |

| Jumbo-Visma TJV | Jumbo-Visma TJV               | Jumbo-Visma TJV |
| --------------- | ----------------------------- | --------------- |
| Num             | Ciclista                      | Pos             |
| 111             | Tiesj Benoot (BEL)            | 7.              |
| 112             | Lennard Hofstede (NED)        | DNF             |
| 113             | Gijs Leemreize (NED)          | 122.            |
| 114             | Sam Oomen (NED)               | 59.             |
| 115             | Attila Valter (HUN) (estrada) | 11.             |
| 116             | Tosh Van der Sande (BEL)      | 99.             |
| 117             | Jos van Emden (NED)           | 90.             |

| UAE Team Emirates UAD | UAE Team Emirates UAD               | UAE Team Emirates UAD |
| --------------------- | ----------------------------------- | --------------------- |
| Num                   | Ciclista                            | Pos                   |
| 121                   | Tadej Pogačar (SLO)                 | 1.                    |
| 122                   | George Bennett (NZL)                | 112.                  |
| 123                   | Felix Großschartner (AUT) (estrada) | 119.                  |
| 124                   | Marc Hirschi (SUI)                  | 80.                   |
| 125                   | Vegard Stake Laengen (NOR)          | DNF                   |
| 126                   | Diego Ulissi (ITA)                  | 71.                   |
| 127                   | Michael Vink (NZL)                  | DNF                   |

| AG2R Citroën Team ACT | AG2R Citroën Team ACT  | AG2R Citroën Team ACT |
| --------------------- | ---------------------- | --------------------- |
| Num                   | Ciclista               | Pos                   |
| 131                   | Benoît Cosnefroy (FRA) | NP                    |
| 132                   | Alex Baudin (FRA)      | 29.                   |
| 133                   | Mikaël Cherel (FRA)    | 43.                   |
| 134                   | Lawrence Naesen (BEL)  | DNF                   |
| 135                   | Michael Schär (SUI)    | 118.                  |
| 136                   | Bastien Tronchon (FRA) | 78.                   |
| 137                   | Larry Warbasse (USA)   | 53.                   |

| Team Jayco AlUla JAY | Team Jayco AlUla JAY   | Team Jayco AlUla JAY |
| -------------------- | ---------------------- | -------------------- |
| Num                  | Ciclista               | Pos                  |
| 141                  | Lawson Craddock (USA)  | 113.                 |
| 142                  | Alexandre Balmer (SUI) | 56.                  |
| 143                  | Kevin Colleoni (ITA)   | 138.                 |
| 144                  | Felix Engelhardt (GER) | 97.                  |
| 145                  | Tsgabu Grmay (ETH)     | 55.                  |
| 146                  | Jan Maas (NED)         | 86.                  |
| 147                  | Matteo Sobrero (ITA)   | 21.                  |

| Intermarché-Circus-Wanty ICW | Intermarché-Circus-Wanty ICW | Intermarché-Circus-Wanty ICW |
| ---------------------------- | ---------------------------- | ---------------------------- |
| Num                          | Ciclista                     | Pos                          |
| 151                          | Lilian Calmejane (FRA)       | 87.                          |
| 152                          | Dries De Pooter (BEL)        | DNF                          |
| 153                          | Kobe Goossens (BEL)          | 25.                          |
| 154                          | Tom Paquot (BEL)             | 140.                         |
| 155                          | Lorenzo Rota (ITA)           | 33.                          |
| 156                          | Dion Smith (NZL)             | 120.                         |
| 157                          | Georg Zimmermann (GER)       | 116.                         |

| Cofidis COF | Cofidis COF            | Cofidis COF |
| ----------- | ---------------------- | ----------- |
| Num         | Ciclista               | Pos         |
| 161         | Jesús Herrada (ESP)    | 31.         |
| 162         | José Herrada (ESP)     | 84.         |
| 163         | Ion Izagirre (ESP)     | 27.         |
| 164         | Victor Lafay (FRA)     | 6.          |
| 165         | Jonathan Lastra (ESP)  | 63.         |
| 166         | Guillaume Martin (FRA) | 36.         |
| 167         | Anthony Perez (FRA)    | 103.        |

| Trek-Segafredo TFS | Trek-Segafredo TFS      | Trek-Segafredo TFS |
| ------------------ | ----------------------- | ------------------ |
| Num                | Ciclista                | Pos                |
| 171                | Giulio Ciccone (ITA)    | 5.                 |
| 172                | Julien Bernard (FRA)    | DNF                |
| 173                | Tony Gallopin (FRA)     | 94.                |
| 174                | Markus Hoelgaard (NOR)  | DNF                |
| 175                | Mattias Skjelmose (DEN) | 2.                 |
| 176                | Juan Pedro López (ESP)  | 45.                |
| 177                | Bauke Mollema (NED)     | 62.                |

| Uno-X Pro Cycling Team UXT | Uno-X Pro Cycling Team UXT       | Uno-X Pro Cycling Team UXT |
| -------------------------- | -------------------------------- | -------------------------- |
| Num                        | Ciclista                         | Pos                        |
| 181                        | Tobias Halland Johannessen (NOR) | 15.                        |
| 182                        | Martin Bugge Urianstad (NOR)     | 108.                       |
| 183                        | Anthon Charmig (DEN)             | 104.                       |
| 184                        | Fredrik Dversnes (NOR)           | 133.                       |
| 185                        | Anders Halland Johannessen (NOR) | 146.                       |
| 186                        | Jacob Hindsgaul Madsen (DEN)     | 128.                       |
| 187                        | Jonas Gregaard (DEN)             | 60.                        |

| Astana Qazaqstan Team AST | Astana Qazaqstan Team AST   | Astana Qazaqstan Team AST |
| ------------------------- | --------------------------- | ------------------------- |
| Num                       | Ciclista                    | Pos                       |
| 191                       | Alexey Lutsenko (KAZ)       | 49.                       |
| 192                       | Samuele Battistella (ITA)   | 105.                      |
| 193                       | David de la Cruz (ESP)      | 76.                       |
| 194                       | Gianni Moscon (ITA)         | DNF                       |
| 195                       | Aleksandr Riabushenko (BLR) | DNF                       |
| 196                       | Christian Scaroni (ITA)     | 126.                      |
| 197                       | Simone Velasco (ITA)        | 79.                       |

| Team DSM DSM | Team DSM DSM         | Team DSM DSM |
| ------------ | -------------------- | ------------ |
| Num          | Ciclista             | Pos          |
| 201          | Romain Bardet (FRA)  | 9.           |
| 202          | Romain Combaud (FRA) | 111.         |
| 203          | Matthew Dinham (AUS) | 39.          |
| 204          | Sean Flynn (GBR)     | DNF          |
| 205          | Leon Heinschke (GER) | 147.         |
| 206          | Tim Naberman (NED)   | DNF          |
| 207          | Oscar Onley (GBR)    | 42.          |

| Alpecin-Deceuninck ADC | Alpecin-Deceuninck ADC      | Alpecin-Deceuninck ADC |
| ---------------------- | --------------------------- | ---------------------- |
| Num                    | Ciclista                    | Pos                    |
| 211                    | Quinten Hermans (BEL)       | 19.                    |
| 212                    | Tobias Bayer (AUT)          | 125.                   |
| 213                    | Jimmy Janssens (BEL)        | DNF                    |
| 214                    | Søren Kragh Andersen (DEN)  | 81.                    |
| 215                    | Jason Osborne (GER)         | 41.                    |
| 216                    | Robert Stannard (AUS)       | 26.                    |
| 217                    | Fabio Van den Bossche (BEL) | 137.                   |

| Equipo Kern Pharma EKP | Equipo Kern Pharma EKP   | Equipo Kern Pharma EKP |
| ---------------------- | ------------------------ | ---------------------- |
| Num                    | Ciclista                 | Pos                    |
| 221                    | Roger Adrià (ESP)        | 12.                    |
| 222                    | Héctor Carretero (ESP)   | DNF                    |
| 223                    | Francisco Galván (ESP)   | 88.                    |
| 224                    | Raúl García Pierna (ESP) | 143.                   |
| 225                    | Pau Miquel (ESP)         | 54.                    |
| 226                    | Ibon Ruiz (ESP)          | DNF                    |
| 227                    | Danny van der Tuuk (NED) | 96.                    |

| Bingoal WB BWB | Bingoal WB BWB        | Bingoal WB BWB |
| -------------- | --------------------- | -------------- |
| Num            | Ciclista              | Pos            |
| 231            | Lennert Teugels (BEL) | 70.            |
| 232            | Alexis Guérin (FRA)   | 98.            |
| 233            | Johan Meens (BEL)     | 144.           |
| 234            | Julian Mertens (BEL)  | DNF            |
| 235            | Rémy Mertz (BEL)      | 93.            |
| 236            | Marco Tizza (ITA)     | 75.            |
| 237            | Luca Van Boven (BEL)  | 66.            |

| Burgos-BH BBH | Burgos-BH BBH                  | Burgos-BH BBH |
| ------------- | ------------------------------ | ------------- |
| Num           | Ciclista                       | Pos           |
| 241           | Pelayo Sánchez (ESP)           | 64.           |
| 242           | Clément Alleno (FRA)           | 142.          |
| 243           | Jetse Bol (NED)                | 141.          |
| 244           | José Manuel Díaz Gallego (ESP) | 132.          |
| 245           | Alejandro Franco (ESP)         | DNF           |
| 246           | Victor Langellotti (MON)       | 35.           |
| 247           | Ander Okamika (ESP)            | 44.           |

| Israel-Premier Tech IPT | Israel-Premier Tech IPT | Israel-Premier Tech IPT |
| ----------------------- | ----------------------- | ----------------------- |
| Num                     | Ciclista                | Pos                     |
| 1                       | Michael Woods (CAN)     | 4.                      |
| 2                       | Guillaume Boivin (CAN)  | 131.                    |
| 3                       | Simon Clarke (AUS)      | 82.                     |
| 4                       | Hugo Houle (CAN)        | DNF                     |
| 5                       | Daryl Impey (RSA)       | 129.                    |
| 6                       | Krists Neilands (LAT)   | 139.                    |
| 7                       | Nick Schultz (AUS)      | 110.                    |

| Movistar Team MOV | Movistar Team MOV               | Movistar Team MOV |
| ----------------- | ------------------------------- | ----------------- |
| Num               | Ciclista                        | Pos               |
| 11                | Enric Mas (ESP)                 | 17.               |
| 12                | Ruben Guerreiro (POR)           | 30.               |
| 13                | Alex Aranburu (ESP)             | 13.               |
| 14                | Jorge Arcas (ESP)               | 89.               |
| 15                | Gorka Izagirre (ESP)            | 85.               |
| 16                | José Joaquín Rojas (ESP)        | 127.              |
| 17                | Gonzalo Serrano Rodríguez (ESP) | 52.               |

| Bora-Hansgrohe BOH | Bora-Hansgrohe BOH     | Bora-Hansgrohe BOH |
| ------------------ | ---------------------- | ------------------ |
| Num                | Ciclista               | Pos                |
| 21                 | Sergio Higuita (COL)   | 77.                |
| 22                 | Giovanni Aleotti (ITA) | 92.                |
| 23                 | Nico Denz (GER)        | 67.                |
| 24                 | Patrick Gamper (AUT)   | 136.               |
| 25                 | Jai Hindley (AUS)      | NP                 |
| 26                 | Ide Schelling (NED)    | DNF                |
| 27                 | Ben Zwiehoff (GER)     | 117.               |

| Soudal Quick-Step SOQ | Soudal Quick-Step SOQ | Soudal Quick-Step SOQ |
| --------------------- | --------------------- | --------------------- |
| Num                   | Ciclista              | Pos                   |
| 31                    | Andrea Bagioli (ITA)  | 38.                   |
| 32                    | Dries Devenyns (BEL)  | 102.                  |
| 33                    | James Knox (GBR)      | 40.                   |
| 34                    | Mauro Schmid (SUI)    | 16.                   |
| 35                    | Pieter Serry (BEL)    | 57.                   |
| 36                    | Ilan Van Wilder (BEL) | 14.                   |
| 37                    | Louis Vervaeke (BEL)  | 74.                   |

| Lotto Dstny LTD | Lotto Dstny LTD                  | Lotto Dstny LTD |
| --------------- | -------------------------------- | --------------- |
| Num             | Ciclista                         | Pos             |
| 41              | Maxim Van Gils (BEL)             | 8.              |
| 42              | Pascal Eenkhoorn (NED) (estrada) | 121.            |
| 43              | Andreas Kron (DEN)               | 101.            |
| 44              | Sylvain Moniquet (BEL)           | 50.             |
| 45              | Mathijs Paasschens (NED)         | 100.            |
| 46              | Harry Sweeny (AUS)               | 123.            |
| 47              | Lennert Van Eetvelt (BEL)        | 22.             |

| Ineos Grenadiers IGD | Ineos Grenadiers IGD     | Ineos Grenadiers IGD |
| -------------------- | ------------------------ | -------------------- |
| Num                  | Ciclista                 | Pos                  |
| 51                   | Thomas Pidcock (GBR)     | 18.                  |
| 52                   | Omar Fraile (ESP)        | 83.                  |
| 53                   | Michał Kwiatkowski (POL) | 115.                 |
| 54                   | Magnus Sheffield (USA)   | 58.                  |
| 55                   | Connor Swift (GBR)       | 134.                 |
| 56                   | Joshua Tarling (GBR)     | DNF                  |
| 57                   | Cameron Wurf (AUS)       | DNF                  |

| Bahrain Victorious TBV | Bahrain Victorious TBV | Bahrain Victorious TBV |
| ---------------------- | ---------------------- | ---------------------- |
| Num                    | Ciclista               | Pos                    |
| 61                     | Mikel Landa (ESP)      | 3.                     |
| 62                     | Pello Bilbao (ESP)     | 91.                    |
| 63                     | Filip Maciejuk (POL)   | DNF                    |
| 64                     | Gino Mäder (SUI)       | 34.                    |
| 65                     | Fran Miholjević (CRO)  | DNF                    |
| 66                     | Matej Mohorič (SLO)    | 23.                    |
| 67                     | Wout Poels (NED)       | 47.                    |

| EF Education-EasyPost EFE | EF Education-EasyPost EFE      | EF Education-EasyPost EFE |
| ------------------------- | ------------------------------ | ------------------------- |
| Num                       | Ciclista                       | Pos                       |
| 71                        | Ben Healy (IRL)                | 32.                       |
| 72                        | Andrey Amador (CRC)            | 135.                      |
| 73                        | Esteban Chaves (COL) (estrada) | 20.                       |
| 74                        | Andrea Piccolo (ITA)           | 109.                      |
| 75                        | Neilson Powless (USA)          | DNF                       |
| 76                        | Sean Quinn (USA)               | 114.                      |
| 77                        | James Shaw (GBR)               | DNF                       |

| Groupama-FDJ GFC | Groupama-FDJ GFC        | Groupama-FDJ GFC |
| ---------------- | ----------------------- | ---------------- |
| Num              | Ciclista                | Pos              |
| 81               | David Gaudu (FRA)       | DNF              |
| 82               | Kevin Geniets (LUX)     | 124.             |
| 83               | Mathieu Ladagnous (FRA) | DNF              |
| 84               | Valentin Madouas (FRA)  | 24.              |
| 85               | Rudy Molard (FRA)       | 37.              |
| 86               | Quentin Pacher (FRA)    | 46.              |
| 87               | Lars van den Berg (NED) | 73.              |

| Arkéa-Samsic ARK | Arkéa-Samsic ARK          | Arkéa-Samsic ARK |
| ---------------- | ------------------------- | ---------------- |
| Num              | Ciclista                  | Pos              |
| 91               | Warren Barguil (FRA)      | 10.              |
| 92               | Louis Barré (FRA)         | 48.              |
| 93               | Clément Champoussin (FRA) | 69.              |
| 94               | Anthony Delaplace (FRA)   | 95.              |
| 95               | Simon Guglielmi (FRA)     | 72.              |
| 96               | Mathis Le Berre (FRA)     | 107.             |
| 97               | Łukasz Owsian (POL)       | 106.             |

| TotalEnergies TEN | TotalEnergies TEN        | TotalEnergies TEN |
| ----------------- | ------------------------ | ----------------- |
| Num               | Ciclista                 | Pos               |
| 101               | Fabien Grellier (FRA)    | 130.              |
| 102               | Thomas Bonnet (FRA)      | 68.               |
| 103               | Mathieu Burgaudeau (FRA) | 28.               |
| 104               | Valentin Ferron (FRA)    | 51.               |
| 105               | Alan Jousseaume (FRA)    | 61.               |
| 106               | Paul Ourselin (FRA)      | 65.               |
| 107               | Mattéo Vercher (FRA)     | 145.              |

| Jumbo-Visma TJV | Jumbo-Visma TJV               | Jumbo-Visma TJV |
| --------------- | ----------------------------- | --------------- |
| Num             | Ciclista                      | Pos             |
| 111             | Tiesj Benoot (BEL)            | 7.              |
| 112             | Lennard Hofstede (NED)        | DNF             |
| 113             | Gijs Leemreize (NED)          | 122.            |
| 114             | Sam Oomen (NED)               | 59.             |
| 115             | Attila Valter (HUN) (estrada) | 11.             |
| 116             | Tosh Van der Sande (BEL)      | 99.             |
| 117             | Jos van Emden (NED)           | 90.             |

| UAE Team Emirates UAD | UAE Team Emirates UAD               | UAE Team Emirates UAD |
| --------------------- | ----------------------------------- | --------------------- |
| Num                   | Ciclista                            | Pos                   |
| 121                   | Tadej Pogačar (SLO)                 | 1.                    |
| 122                   | George Bennett (NZL)                | 112.                  |
| 123                   | Felix Großschartner (AUT) (estrada) | 119.                  |
| 124                   | Marc Hirschi (SUI)                  | 80.                   |
| 125                   | Vegard Stake Laengen (NOR)          | DNF                   |
| 126                   | Diego Ulissi (ITA)                  | 71.                   |
| 127                   | Michael Vink (NZL)                  | DNF                   |

| AG2R Citroën Team ACT | AG2R Citroën Team ACT  | AG2R Citroën Team ACT |
| --------------------- | ---------------------- | --------------------- |
| Num                   | Ciclista               | Pos                   |
| 131                   | Benoît Cosnefroy (FRA) | NP                    |
| 132                   | Alex Baudin (FRA)      | 29.                   |
| 133                   | Mikaël Cherel (FRA)    | 43.                   |
| 134                   | Lawrence Naesen (BEL)  | DNF                   |
| 135                   | Michael Schär (SUI)    | 118.                  |
| 136                   | Bastien Tronchon (FRA) | 78.                   |
| 137                   | Larry Warbasse (USA)   | 53.                   |

| Team Jayco AlUla JAY | Team Jayco AlUla JAY   | Team Jayco AlUla JAY |
| -------------------- | ---------------------- | -------------------- |
| Num                  | Ciclista               | Pos                  |
| 141                  | Lawson Craddock (USA)  | 113.                 |
| 142                  | Alexandre Balmer (SUI) | 56.                  |
| 143                  | Kevin Colleoni (ITA)   | 138.                 |
| 144                  | Felix Engelhardt (GER) | 97.                  |
| 145                  | Tsgabu Grmay (ETH)     | 55.                  |
| 146                  | Jan Maas (NED)         | 86.                  |
| 147                  | Matteo Sobrero (ITA)   | 21.                  |

| Intermarché-Circus-Wanty ICW | Intermarché-Circus-Wanty ICW | Intermarché-Circus-Wanty ICW |
| ---------------------------- | ---------------------------- | ---------------------------- |
| Num                          | Ciclista                     | Pos                          |
| 151                          | Lilian Calmejane (FRA)       | 87.                          |
| 152                          | Dries De Pooter (BEL)        | DNF                          |
| 153                          | Kobe Goossens (BEL)          | 25.                          |
| 154                          | Tom Paquot (BEL)             | 140.                         |
| 155                          | Lorenzo Rota (ITA)           | 33.                          |
| 156                          | Dion Smith (NZL)             | 120.                         |
| 157                          | Georg Zimmermann (GER)       | 116.                         |

| Cofidis COF | Cofidis COF            | Cofidis COF |
| ----------- | ---------------------- | ----------- |
| Num         | Ciclista               | Pos         |
| 161         | Jesús Herrada (ESP)    | 31.         |
| 162         | José Herrada (ESP)     | 84.         |
| 163         | Ion Izagirre (ESP)     | 27.         |
| 164         | Victor Lafay (FRA)     | 6.          |
| 165         | Jonathan Lastra (ESP)  | 63.         |
| 166         | Guillaume Martin (FRA) | 36.         |
| 167         | Anthony Perez (FRA)    | 103.        |

| Trek-Segafredo TFS | Trek-Segafredo TFS      | Trek-Segafredo TFS |
| ------------------ | ----------------------- | ------------------ |
| Num                | Ciclista                | Pos                |
| 171                | Giulio Ciccone (ITA)    | 5.                 |
| 172                | Julien Bernard (FRA)    | DNF                |
| 173                | Tony Gallopin (FRA)     | 94.                |
| 174                | Markus Hoelgaard (NOR)  | DNF                |
| 175                | Mattias Skjelmose (DEN) | 2.                 |
| 176                | Juan Pedro López (ESP)  | 45.                |
| 177                | Bauke Mollema (NED)     | 62.                |

| Uno-X Pro Cycling Team UXT | Uno-X Pro Cycling Team UXT       | Uno-X Pro Cycling Team UXT |
| -------------------------- | -------------------------------- | -------------------------- |
| Num                        | Ciclista                         | Pos                        |
| 181                        | Tobias Halland Johannessen (NOR) | 15.                        |
| 182                        | Martin Bugge Urianstad (NOR)     | 108.                       |
| 183                        | Anthon Charmig (DEN)             | 104.                       |
| 184                        | Fredrik Dversnes (NOR)           | 133.                       |
| 185                        | Anders Halland Johannessen (NOR) | 146.                       |
| 186                        | Jacob Hindsgaul Madsen (DEN)     | 128.                       |
| 187                        | Jonas Gregaard (DEN)             | 60.                        |

| Astana Qazaqstan Team AST | Astana Qazaqstan Team AST   | Astana Qazaqstan Team AST |
| ------------------------- | --------------------------- | ------------------------- |
| Num                       | Ciclista                    | Pos                       |
| 191                       | Alexey Lutsenko (KAZ)       | 49.                       |
| 192                       | Samuele Battistella (ITA)   | 105.                      |
| 193                       | David de la Cruz (ESP)      | 76.                       |
| 194                       | Gianni Moscon (ITA)         | DNF                       |
| 195                       | Aleksandr Riabushenko (BLR) | DNF                       |
| 196                       | Christian Scaroni (ITA)     | 126.                      |
| 197                       | Simone Velasco (ITA)        | 79.                       |

| Team DSM DSM | Team DSM DSM         | Team DSM DSM |
| ------------ | -------------------- | ------------ |
| Num          | Ciclista             | Pos          |
| 201          | Romain Bardet (FRA)  | 9.           |
| 202          | Romain Combaud (FRA) | 111.         |
| 203          | Matthew Dinham (AUS) | 39.          |
| 204          | Sean Flynn (GBR)     | DNF          |
| 205          | Leon Heinschke (GER) | 147.         |
| 206          | Tim Naberman (NED)   | DNF          |
| 207          | Oscar Onley (GBR)    | 42.          |

| Alpecin-Deceuninck ADC | Alpecin-Deceuninck ADC      | Alpecin-Deceuninck ADC |
| ---------------------- | --------------------------- | ---------------------- |
| Num                    | Ciclista                    | Pos                    |
| 211                    | Quinten Hermans (BEL)       | 19.                    |
| 212                    | Tobias Bayer (AUT)          | 125.                   |
| 213                    | Jimmy Janssens (BEL)        | DNF                    |
| 214                    | Søren Kragh Andersen (DEN)  | 81.                    |
| 215                    | Jason Osborne (GER)         | 41.                    |
| 216                    | Robert Stannard (AUS)       | 26.                    |
| 217                    | Fabio Van den Bossche (BEL) | 137.                   |

| Equipo Kern Pharma EKP | Equipo Kern Pharma EKP   | Equipo Kern Pharma EKP |
| ---------------------- | ------------------------ | ---------------------- |
| Num                    | Ciclista                 | Pos                    |
| 221                    | Roger Adrià (ESP)        | 12.                    |
| 222                    | Héctor Carretero (ESP)   | DNF                    |
| 223                    | Francisco Galván (ESP)   | 88.                    |
| 224                    | Raúl García Pierna (ESP) | 143.                   |
| 225                    | Pau Miquel (ESP)         | 54.                    |
| 226                    | Ibon Ruiz (ESP)          | DNF                    |
| 227                    | Danny van der Tuuk (NED) | 96.                    |

| Bingoal WB BWB | Bingoal WB BWB        | Bingoal WB BWB |
| -------------- | --------------------- | -------------- |
| Num            | Ciclista              | Pos            |
| 231            | Lennert Teugels (BEL) | 70.            |
| 232            | Alexis Guérin (FRA)   | 98.            |
| 233            | Johan Meens (BEL)     | 144.           |
| 234            | Julian Mertens (BEL)  | DNF            |
| 235            | Rémy Mertz (BEL)      | 93.            |
| 236            | Marco Tizza (ITA)     | 75.            |
| 237            | Luca Van Boven (BEL)  | 66.            |

| Burgos-BH BBH | Burgos-BH BBH                  | Burgos-BH BBH |
| ------------- | ------------------------------ | ------------- |
| Num           | Ciclista                       | Pos           |
| 241           | Pelayo Sánchez (ESP)           | 64.           |
| 242           | Clément Alleno (FRA)           | 142.          |
| 243           | Jetse Bol (NED)                | 141.          |
| 244           | José Manuel Díaz Gallego (ESP) | 132.          |
| 245           | Alejandro Franco (ESP)         | DNF           |
| 246           | Victor Langellotti (MON)       | 35.           |
| 247           | Ander Okamika (ESP)            | 44.           |

Convenções:
- AB: Abandono
- FLT: Retiro por chegada fora do limite de tempo
- NTS: Não tomou a saída
- DES: Desclassificado ou expulsado

## UCI World Ranking
A Flecha Valona outorgou pontos para o UCI World Ranking para corredores das equipas nas categorias UCI WorldTeam, UCI ProTeam e Continental. As seguintes tabelas são o barómetro de pontuação e os dez corredores que obtiveram mais pontos:
| Posição   | 1.º | 2.º | 3.º | 4.º | 5.º | 6.º | 7.º | 8.º | 9.º | 10.º | 11.º | 12.º | 13.º | 14.º | 15.º | 16.º-20.º | 21.º-30.º | 31.º-50.º | 51.º-55.º | 56.º-60.º |
| Pontuação | 400 | 320 | 260 | 220 | 180 | 140 | 120 | 100 | 80  | 68   | 56   | 48   | 40   | 32   | 28   | 24        | 16        | 8         | 4         | 2         |

| Classificação |                          |                     |        |
| Posição       | Ciclista                 | Equipa              | Pontos |
| ------------- | ------------------------ | ------------------- | ------ |
| 1.º           | Tadej Pogačar            | UAE Emirates        | 400    |
| 2.º           | Mattias Skjelmose Jensen | Trek-Segafredo      | 320    |
| 3.º           | Mikel Landa              | Bahrain Victorious  | 260    |
| 4.º           | Michael Woods            | Israel-Premier Tech | 220    |
| 5.º           | Giulio Ciccone           | Trek-Segafredo      | 180    |
| 6.º           | Victor Lafay             | Cofidis             | 140    |
| 7.º           | Tiesj Benoot             | Jumbo-Visma         | 120    |
| 8.º           | Maxim Van Gils           | Lotto Dstny         | 100    |
| 9.º           | Romain Bardet            | DSM                 | 80     |
| 10.º          | Warren Barguil           | Arkéa Samsic        | 68     |